# Clarissa
A Clarissa (Clarissa Explains It All) amerikai szituációs komédia, illetve ifjúsági sorozat, amelyet Mitchell Kriegman készített a Nickelodeon számára 1991 és 1994 között. Főszereplője Clarissa Mary Darling (Melissa Joan Hart), aki a nézőkkel közvetlenül kommunikálva narrálja életének fontosabb történéseit. Ezek többnyire tipikus tinédzser-problémák, mint az iskola, a fiúk, a pattanások, a melltartóviselés, és az idegesítő kisöccse.
A Clarissa 5 évadot és 65 részt élt meg. 2015-ben a Things I Can't Explain című könyvben Mitchell Kriegman a húszas éveit töltő Clarissa életét meséli tovább. 2018 márciusában tervbe vették a sorozat folytatását, ahol Melissa Joan Hart az új főszereplő anyját alakítaná. A Clarissa egyes epizódjai felkerültek a Paramount+ szolgáltatásba 2020 augusztusában (Telekom Moziklub).

## Cselekmény
A sorozat főszereplője Clarissa és a családja: Marshall, az apja, Janet, az anyja,és öccse, Ferguson; valamint legjobb barátja, Sam. Ők Ohio egyik kertvárosában laknak. Az első évadban egy Elvis névre hallgató házi aligátora is van, őt a második évadban a cselekmény szerint Floridába küldték, mert túl nagyra nőtt. Ez volt az első Nickelodeon-sorozat, amelynek női főszereplője volt, ugyanis korábban ódzkodtak ettől.
AZ utolsó két évadot az amerikai Nickelodeon szombat esti blokkjában vetítették (SNICK). Ezekben a részekben már komolyabb témákat is kitárgyaltak, mint az első szerelem, a jogosítvány megszerzése, az első munkahely, és a főiskolai jelentkezés. Visszatérő motívumok a testvérek között fennálló rivalizálás és az, hogy az aktuális probléma megoldását Clarissa egy fiktív videójátékon keresztül ábrázolva érzékelteti.

## Szereplők
| Szereplő               | Színész           | Magyar hang       | Leírás |
| Főszereplő             | Főszereplő        | Főszereplő        | Főszereplő |
| ---------------------- | ----------------- | ----------------- | --- |
| Clarissa Marie Darling | Melissa Joan Hart | Nemes Takách Kata | A sorozat főszereplője, okos, szarkasztikus, és realista lány. Mindazonáltal a problémákkal való szembesülés során hajlamos bepánikolni és rossz döntéseket hozni. A sorozat kezdetén 14 éves, és kilencedikes a Thomas Tupper Gimnáziumban. Érdekli a számítógépes programozás, a fényképezés, az újságírás, és a rockzene. Gyakran épp olyan számító, mint öccse. Öltözködése jellegzetes, gyakran vesz fel látszólag össze nem illő ruhadarabokat.                                                                                                   |
| Ferguson W. Darling    | Jason Zimbler     | Előd Álmos        | Clarissa vörös hajú öccse. A lány ki nem állhatja őt, ezért különféle csúfneveket ragaszt rá: Fergféreg, Fergnyúlvány stb. Szeretne gazdag lenni, és ennek érdekében rendszeresen dolgoz ki terveket. Ifjú republikánus, aki bálványozza Dan Quayle-t és Ronald Reagan-t. Ugyanabba az iskolába jár, mint Clarissa, ahol jóval kevésbé népszerű nővérénél. Rivalizálásuk ellenére számtalan esetben együttműködnek, ha a helyzet úgy kívánja. Zimblernek népszerűsége ellenére ez volt az utolsó filmes szerepe, ugyanis inkább tanulmányait folytatta. |
| Samuel "Sam" Anders    | Sean O'Neal       | Simonyi Balázs    | Clarissa legjobb barátja és bizalmasa. Optimista és mindig tettre kész. Jellegzetes felbukkanási módja az ablakon keresztül történik, az oda támasztott létrán keresztül, egy gitárakkord kíséretében. Szeret görkorcsolyázni. A legelső epizódban említés szintjén kerül szóba, hogy a szülei elváltak, mert az anyja csatlakozott egy rollerderbihez, apja pedig sportújságíró. |
| Marshall Darling       | Joe O'Connor      | Németh Gábor      | A Darling-család feje. Építész, aki legtöbbször turistacsalogató attrakciókat tervez, melyek furcsa formájúak. Ő és Janet valamikor hippik voltak, ami sokszor felemlegetésre kerül. Clarissa gyakran kér tőle tanácsot, bár sokszor nem túl jó ebben. A lányt mindig "fiamnak" hívja. |
| Janet Darling          | Elizabeth Hess    | Csere Ágnes       | A leghiggadtabb tag a családban, olyasvalaki, akire mindig lehet számítani. Mindazonáltal gyakran szigorú. Egy múzeumban dolgozik, ahol gyerekeket oktat. Lelkes környezetvédő, és bizarrabbnál bizarrabb ételeket főz. |
| Visszatérő szereplők   |                   |                   | |
| Mafalda néni           | Heather MacRae    | Zsurzs Kati       | Clarissa és Ferguson kanadai nénikéje, akit a lány ki nem állhat. |
| Clifford Spleenhurfer  | David Eck         |                   | Eleinte egy srác, aki folyton szekálja Fergusont. Később összejönnek Clarissával, de a kapcsolat nem túl hosszú életű. Különös ismertetőjele a feneketlen étvágya. |
| Dr. Festerspoon        | Bob Noble         |                   | A család háziorvosa |
| Hillary O'Keefe        | Sara Burkhardt    | Somlai Edina      | Clarissa gimnáziumi barátnője. |
| Debbie Anders          | Susan Greenhill   |                   | Sam anyja, aki gyakran úton van női rollerderbi csapatával. |
| A Soaperstein-ék       |                   |                   | Darlingék szomszédai, akiket a sorozat során gyakorlatilag egyáltalán nem látunk, de sokszor példálóznak velük. |

## Epizódok

### Első évad (1991)
| Sor. | Év. | Cím                                          | Rendező         | Író                                    | Premier           |
| --- | --- | -------------------------------------------- | --------------- | -------------------------------------- | ----------------- |
| 1. | 1.  | Clarissa's Revenge                           | Kenneth Frankel | Mitchell Kriegman                      | 1991. március 23. |
| Clarissa bosszút akar állni az öccsén, Fergusonon, amiért az megmutatta az iskolában a melltartóját. Kényszerzubbonyba akarja őt dugni, majd a barátja, Sam segítségével héliumos lufikkal a levegőbe repíteni. Véletlenül Sam repül a levegőbe, és megsérül, aminek köszönhetően nem játszhat a focicsapatban - nagy örömére. |     |                                              |                 |                                        |                   |
| 2. | 2.  | No T.V.                                      | Maureen Thorp   | Mitchell Kriegman                      | 1991. március 30. |
| Janet úgy véli, hogy a család túl sok tévét néz, ezért letiltja őket róla. A családtagok nehezen viselik ezt, ezért különféle trükköket próbálnak bevetni, hogy kijátsszák a szabályt. |     |                                              |                 |                                        |                   |
| 3. | 3.  | Clarissa kommentálja (Clarissa News Network) | Maureen Thorp   | Ellis Weiner & Alexa Junge             | 1991. április 6.  |
| Clarissa tévériporter szeretne lenni, ezért ilyen stílusban kommentálja a családban történt eseményeket. A család megtudja Janetről, hogy régen remek táncos volt, amikor régi ismerőse, Dorinda MacWalter a városba érkezik táncművészeti előadásával. Janet teljesen kifordul önmagából, és senki nem érti, miért. Majd bejelenti, hogy megnézi Dorinda előadását, és ekkor kiderül, mi Janet baja: Dorinda ellopta a táncmozdulatait. Ferguson rá akarja venni az apját, hogy adjon neki pénzt egy kazettára, azt hazudva, hogy szuahéli nyelven akar tanulni. |     |                                              |                 |                                        |                   |
| 4. | 4.  | Kísértetjárás (Haunted House)                | Maureen Thorp   | Tim Burns                              | 1991. április 13. |
| Mafalda néni meglátogatja a családot, Clarissa pedig bármi áron meg akar tőle szabadulni. Amikor Ferguson összetőri a kedvenc vázáját, arra hivatkozik, hogy egy kísértet miatt történt az eset. Clarissa kapva kap az alkalmon, és úgy dönt, elijeszti azzal, hogy bebizonyítja, kísértetjárta a ház. Mivel nem működik a dolog, sőt csak még érdeklődőbb lesz, szeánszot szervez, hogy megidézze Mafalda néni halott férjét. |     |                                              |                 |                                        |                   |
| 5. | 5.  | Az új jövevény (New Addition)                | John Ferraro    | Becky Hartman                          | 1991. április 20. |
| Clarissa arra gyanakszik, hogy a szülei még egy gyereket akarnak vállalni, amire különös jelek utalnak. Ő és Ferguson összefognak, hogy megakadályozzák ezt. Ám rájönnek, hogy valójában játékszobát akarnak építeni. Eközben Sam egy kísérletet igyekszik végrehajtani: csípős chilis Tabasco chipsből és kólából próbál rakétaüzemanyagot előállítani. |     |                                              |                 |                                        |                   |
| 6. | 6.  | Osztályfénykép (School Picture)              | Kenneth Frankel | Alexa Junge                            | 1991. április 27. |
| Clarissának elege van abból, hogy mindig szépen kell kiöltözni az iskolai fotózásra, ezért elhatározza, hogy olyan ruhát vesz fel, amilyet ő akar. Janet és Marshall összevesznek Janet gimis szerelme, Joey Russo miatt miatt. Kiderül, hogy Marshall igazi hippiként szerepelt a saját fényképén, Clarissa pedig hiába vehet fel extravagáns ruhát, az osztályban mindenki így öltözik fel a fotózás napján. |     |                                              |                 |                                        |                   |
| 7. | 7.  | Vezetni kell (Urge to Drive)                 | Maureen Thorp   | Patty Marx                             | 1991. május 4.    |
| Clarissa nagyon szeretne venni magának egy autót, ami több mint 1200 dollárba kerül. Pénzt senkitől nem tud szerezni, ezért úgy dönt, karácsonyi üdvözlőlapokat fog árulni. A gond csak az, hogy a gyártó elképesztő mennyiségű lapot sóz rá, amit ha nem ad el, kártérítést kell fizetnie, májusban pedig különösen nehéz dolga van. Marshall cserkészdzsemborira akarja vinni Clarissát, akinek ez nincs ínyére. Amikor aztán egy vihar miatt a cserkészcsapat a házban reked, Clarissa és Sam a segítségükkel szabadulnak meg a lapoktól, és még így is minimális veszteséggel zárnak. |     |                                              |                 |                                        |                   |
| 8. | 8.  | Átok (The Bully)                             | Chuck Vinson    | Alexa Junge & Mitchell Kriegman        | 1991. május 11.   |
| Fergusonnal nem stimmel valami Clarissa szerint, a holmijai ugyanis rendre eltünedeznek és túl kedvesen viselkedik. Aztán amikor Clarissa walkmanje is eltűnik, kénytelen bevallani, hogy Clifford Spleenhurfernek adogatja oda a cuccokat, nehogy megverje. Clarissa kérdőre vonja Cliffordot, aki összetöri a walkmant és a számítógépét követeli. Janet rá akarja venni Marshallt, hogy küldjön tovább egy lánclevelet, de ő nem hisz ebben és kidobja azt. Aztán számos balszerencsés eset történik, és Janet szerint ez a levél miatt van, s végül teljesen babonássá válik. Clarissa az ő segítségét kéri, hogy "átkot bocsásson" Cliffordra. Hatalmas meglepetésre Clifford beleszeret Clarissába. |     |                                              |                 |                                        |                   |
| 9. | 9.  | Észlény (Brain Drain)                        | Maureen Thorp   | Neena Beber                            | 1991. május 18.   |
| Ferguson egy IQ-teszt után úgy gondolja, hogy rendkívül okos. Clarissa be akarja bizonyítani, hogy ez nincs így. Miután Ferguson benevez az Észlény című játékba, Clarissa is utánamegy. A játék hirtelen fordulatot vesz, amikor az addigi bajnok testvérpár ellen kell közösen játszaniuk. Samnek egy iskolai feladat keretein belül vigyáznia kell egy tojásra. |     |                                              |                 |                                        |                   |
| 10. | 10. | Meglepetéstorta (Clarissa Makes a Cake)      | Maureen Thorp   | Alexa Junge & Mitchell Kriegman        | 1991. május 25.   |
| Clarissa tortát akar sütni a szülei 15. házassági évfordulójára, a probléma csak az, hogy nem tudja, hogyan kell. Szülei között az évforduló kapcsán ellentétek merülnek fel, Marshall ugyanis szeretne kimozdulni, Janet viszont inkább otthon maradna - az előző évek során ugyanis számos balszerencse érte őket. Mivel Marshall ennek ellenére is próbálkozik, ez feszültséget okoz. Clarissa a legnagyobb titokban próbál tortát sütni, ami nem túl egyszerű. |     |                                              |                 |                                        |                   |
| 11. | 11. | Sick Days                                    | Chuck Vinson    | Patty Marx & Alexa Junge & Neena Beber | 1991. június 1.   |
| Clarissa betegséget színlel, hogy ne kelljen játszania a szerinte kínos iskolai darabban. Amikor aztán nagy siker lesz, valóban megbetegszik. |     |                                              |                 |                                        |                   |
| 12. | 12. | Cool Dad                                     | Chuck Vinson    | Glenn Eichler & Peter Gaffney          | 1991. június 8.   |
| Marshall szeretne laza lenni az iskolai karriernapon, amikor bemutatja, mivel foglalkozik. |     |                                              |                 |                                        |                   |
| 13. | 13. | Parents Who Say No!                          | Chuck Vinson    | Mitchell Kriegman                      | 1991. június 15.  |
| Clarissa dolgozni szeretne a Baxter Beach Carnevalon, amit a szülei elleneznek. |     |                                              |                 |                                        |                   |

### Második évad (1992)
| Sor. | Év. | Cím                                         | Rendező       | Író                               | Premier              |
| --- | --- | ------------------------------------------- | ------------- | --------------------------------- | -------------------- |
| 14. | 1.  | Lelki viharok (Crush)                       |               | Neena Beber & Mitchell Kriegman   | 1992. február 14.    |
| Clarissa beleszeret egy tévés időjósba, és ennek hatására ő is időjárás-jelentéses stílusban tárgyalja ki a család életét. Rajongói klubot alapít, illetve felveszi a tévéből a különféle tévés bejelentkezéseit. Egy nap a családdal mennének a Winnemucca-tóhoz, aminek nem örül, mert az időjós műsorát akarja megnézni élőben. Amikor aztán egy váratlan havazás megszakítja a programot, Clarissa meghívást kap a tévébe, ahol találkozhat vele, de nagy csalódás lesz a dologból. |     |                                             |               |                                   |                      |
| 15. | 2.  | Orrunknál fogva vezet (She Drives Me Crazy) |               | Mollie Fermaglich                 | 1992. február 23.    |
| Mivel szeretne nyerni egy autót, Clarissa benevez egy pályázatra, ahol kiválasztják az írását. Mivel személyes találkozó is vár rá, muszáj kedvesnek lennie Fergusonnal, hogy igaznak tűnjön az esszéje. Ferguson rájön a trükkre, és hogy ne buktassa le, feltételekhez fűzi a saját kedvességét. Sajnos a személyes találkozó alkalmával túl őszinték lesznek. Janet és Marshall együtt mennek edzésre.                                                                               |     |                                             |               |                                   |                      |
| 16. | 3.  | Drága Sam (Sam Darling)                     |               | Douglas Petrie                    | 1992. március 1.     |
| Sam apja egy egész hétre elutazik, így Darlingékhoz költözik erre az időre. Kezdetben jó ötletnek tűnik, de Clarissa egyre inkább nehezményezi, hogy a szülei annyi időt foglalkoznak Sammel, őt pedig cserbenhagyja. Ferguson minden eszközt bevet, hogy megkapja a Sziklajáró 4000 nevű biciklit. |     |                                             |               |                                   |                      |
| 17. | 4.  | President Ferguson                          |               | Michael Borkow & Paul Lieberstein | 1992. március 8.     |
| Ferguson osztályelnök szeretne lenni, amivel a család életét teljesen leköti. Clarissa, megunván ezt, igyekszik megakadályozni. |     |                                             |               |                                   |                      |
| 18. | 5.  | Ismerd meg a gyermeked (ME 101)             |               | Neena Beber & Mitchell Kriegman   | 1992. június 7.      |
| Janet rossz eredményt ér el egy teszten, ami arról szól, hogy mennyire ismeri a lányát. Okulván ebből, igyekszik minél több időt Clarissával tölteni. |     |                                             |               |                                   |                      |
| 19. | 6.  | Misguidance Counselor                       |               | Neena Beber                       | 1992. június 14.     |
| Clarissát pályaválasztási tanácsadója, Mrs. Chessebrow próbálja arra motiválni, hogy vegyen részt olyan programokban, amit ő "normálisnak" tart. |     |                                             |               |                                   |                      |
| 20. | 7.  | Sam in Love                                 | Carl Lauten   | Sybil Adelman & Martin Sage       | 1992. június 28.     |
| Samnek barátnője lesz Elise Quackenbush személyében, Clarissának pedig nem tetszik, hogy Sam emiatt minden programjukat visszamondja. |     |                                             |               |                                   |                      |
| 21. | 8.  | A New Look                                  | Carl Lauten   | Mitchell Kriegman & Julia Poll    | 1992. július 12.     |
| Marshallt kinézi magának egy ügynök, és azt szeretné, ha szerepelne egy reklámban. Clarissa szeretne több időt tölteni Clifford Spleenhurfer-rel. |     |                                             |               |                                   |                      |
| 22. | 9.  | Total TV                                    |               | Alison Taylor                     | 1992. augusztus 15.  |
| Egy tudományos kísérlet kedvéért Clarissa elhatározza, hogy 24 órán keresztül fog televíziót nézni. |     |                                             |               |                                   |                      |
| 23. | 10. | A beugrás (The Understudy)                  | Richard Steir | Mollie Fermaglich                 | 1992. augusztus 22.  |
| Clarissa tartaléknak kerül be az iskolai darabba, és amikor a főszereplő torokgyulladást kap, villámgyorsan meg kell tanulnia a szöveget. Fergusonnak szemüvegre van szüksége. |     |                                             |               |                                   |                      |
| 24. | 11. | A szerelem nem eladó (Can't Buy Love)       |               | Douglas Petrie                    | 1992. augusztus 29.  |
| Clarissa felfedezi, hogy van egy titkos imádója. Ezzel egy időben Fergusonnak új barátja akad egy gazdag fiú személyében. |     |                                             |               |                                   |                      |
| 25. | 12. | A nagy vita (The Great Debate)              |               | Sherri Ziff                       | 1992. szeptember 5.  |
| Marshall tervez egy bevásárlóközpontot, Janet viszont éppen tüntetést akar szervezni a felépítése ellen, így összevesznek. Clarissára vár a feladat, hogy kibékítse őket. Ferguson nagyon szeretne egy kutyát, de hogy bizonyítsa rátermettségét, előbb másokét kell sétáltatnia. |     |                                             |               |                                   |                      |
| 26. | 13. | The Return of Mafalda                       |               | Sybil Adelman & Martin Sage       | 1992. szeptember 12. |
| Mafalda néni ismét meglátogatja a családot, Clarissa viszont szeretne megszabadulni tőle, mert ottalvós bulit tart. |     |                                             |               |                                   |                      |

### Harmadik évad (1992-1993)
| Sor. | Év. | Cím                       | Rendező     | Író               | Premier              |
| --- | --- | ------------------------- | ----------- | ----------------- | -------------------- |
| 27. | 1.  | Janet's Old Boyfriend     | Carl Lauten | Douglas Petrie    | 1992. szeptember 26. |
| Janet régi fiúja, Joey Russo a városba érkezik, és beugrik a Darling-családhoz ebédelni. |     |                           |             |                   |                      |
| 28. | 2.  | Sam's Swan Song           | Liz Plonka  | Jennifer Morris   | 1992. október 3.     |
| Sam anyja végre hazajön a rollerderbiről, és olyan döntéseket hoz, amely megváltoztathatja mindannyiuk életét.                                                                                      |     |                           |             |                   |                      |
| 29. | 3.  | Poetic Justice            | Liz Plonka  | Neena Beber       | 1992. október 10.    |
| Clarissa számítógépe egy furcsa, de sokak által mégis kedvelt verset ír, így a lánynak kell képviselnie az iskolát a szavalóversenyen.                                                              |     |                           |             |                   |                      |
| 30. | 4.  | The Darling Wars          | Carl Lauten | Douglas Petrie    | 1992. október 24.    |
| Clarissa és ferguson kettesben maradnak otthon. Megpróbálják a frászt hozni a másikra, majd megdöbbennek, amikor úgy tűnik, betörő jár a házban.                                                    |     |                           |             |                   |                      |
| 31. | 5.  | Punch the Clock           | Liz Plonka  | Douglas Petrie    | 1992. november 21.   |
| Clarissa állást keres az iskola mellett, aminek az lesz a vége, hogy négy különböző munkahelyen hajszolja magát agyon. Marshall és Clifford hajbakapnak a családi hűtőszekrény miatt.               |     |                           |             |                   |                      |
| 32. | 6.  | The Silent Treatment      | Liz Plonka  | Alan Goodman      | 1992. november 28.   |
| Egy vita után Ferguson sikeresen elnémítja Clarissát, aki nem is hajlandó megszólalni. Janet úgy véli, a házat bepoloskázták.                                                                       |     |                           |             |                   |                      |
| 33. | 7.  | Involunteering            | Liz Plonka  | Alan Goodman      | 1992. december 12.   |
| Családi önkéntes nap van Janet múzeumában és azt szeretné, ha mindannyan segítenének neki. Balszerencsés események következtében a rendezvények átkerülnek a Darling-házba.                         |     |                           |             |                   |                      |
| 34. | 8.  | Take My Advice... Please  | Liz Plonka  | Neena Beber       | 1992. december 19.   |
| Clarissa szándékosan rossz tanácsokat ad Fergusonnak új szerelme, Fiona kapcsán. Csakhogy iderül, hogy a tanács fényesen bevált és Ferguson iránt több lány is érdeklődik.                          |     |                           |             |                   |                      |
| 35. | 9.  | Marshall's Midlife Crisis | Liz Plonka  | Mollie Fermaglich | 1992. december 26.   |
| Marshall szeretné az egész családját elvinni a Mangó-szigetre születésnapja alkalmából. Ám egy pár épp ekkor jelentkezik be, hogy megvennék a házukat.                                              |     |                           |             |                   |                      |
| 36. | 10. | Football Fever            | Liz Plonka  | Mark Cerulli      | 1993. február 23.    |
| Fergusonnak be kell illeszkednie a focicsapatba, miután Marshall fogadást kötött a szomszéddal. Clarissa fényképezni kezd.                                                                          |     |                           |             |                   |                      |
| 37. | 11. | Life of Crime             |             | Suzanne Collins   | 1993. január 30.     |
| Clarissa véletlenül elvisz magával egy fehérneműt a boltból, amikor zárórakor sietősen kell távoznia.                                                                                               |     |                           |             |                   |                      |
| 38. | 12. | Marshall's Parents Visit  |             | Mollie Fermaglich | 1993. február 13.    |
| Marshall furcsa, energikus szülei meglátogatják a családot. Mivel az évfordulójukat ünnepelnék, Clarissa vállalja, hogy ő lesz a lemezlovas, de Sam elközben jegyeket szerez a Pearl Jam koncertre. |     |                           |             |                   |                      |
| 39. | 13. | Blind Date                |             | Neena Beber       | 1993. február 27.    |
| Sam benevezi saját magát és Clarissát is egy dupla vakrandira. |     |                           |             |                   |                      |

### Negyedik évad (1993)
| Sor. | Év. | Cím               | Rendező     | Író               | Premier              |
| --- | --- | ----------------- | ----------- | ----------------- | -------------------- |
| 40. | 1.  | The Flu           |             | Douglas Petrie    | 1993. március 13.    |
| Janet és Marshall is csúnyán megfáznak, így Clarissára és Fergusonra marad a házimunka. |     |                   |             |                   |                      |
| 41. | 2.  | ESP R Us          |             | Karen Salmansohn  | 1993. március 27.    |
| Clarissa nem hiszi el, hogy Oliviának különleges képességei vannak, ezért kitöltenek egy levélben érkezett tesztet, ami nem más, mint egy átverés. Ferguson jugyancsak trükkös sémákkal akar kozmetikumokat eladni a szüleinek. |     |                   |             |                   |                      |
| 42. | 3.  | Commitment        | Liz Plonka  | Suzanne Collins   | 1993. április 17.    |
| Clarissa pánikba esik, amikor összejön Clifforddal és megretten az elköteleződéstől. |     |                   |             |                   |                      |
| 43. | 4.  | Road Trip         | Liz Plonka  | Alan Goodman      | 1993. május 8.       |
| A család a Winnemucca-tó helyett idén a Grand Canyonhoz készül. Ez rengeteg plusz döntéssel jár együtt, ami vitákat szít. |     |                   |             |                   |                      |
| 44. | 5.  | The Bicycle Thief | Liz Plonka  | Julia Poll        | 1993. május 22.      |
| Ellopják Clarissa biciklijét, amit a ház előtt tart, és amely az egyetlen közlekedési eszköze. |     |                   |             |                   |                      |
| 45. | 6.  | Boy Thoughts      | Carl Lauten | Douglas Petrie    | 1993. június 19.     |
| Clifford szerepet kap Ferguson műsorában, és emiatt kevesebb ideje jut Clarissára. |     |                   |             |                   |                      |
| 46. | 7.  | Hero Worship      | Carl Lauten | Mollie Fermaglich | 1993. június 26.     |
| Új lány érkezik az iskolába: Eve, aki szemmel láthatóan mindenben leutánozza Clarissát. |     |                   |             |                   |                      |
| 47. | 8.  | A Little Romance  | Carl Lauten | Suzanne Collins   | 1993. augusztus 14.  |
| Sam annyi pocsék randi után rájön, hogy Clarissa a tökéletes társ. Marshall és Ferguson azt gyanítják, hogy a szomszédjuk, Ned Soaperstein, megölte a feleségét, Ednát.                                                         |     |                   |             |                   |                      |
| 48. | 9.  | Tale of Two Moms  |             | Alan Goodman      | 1993. augusztus 28.  |
| Sam anyja ismét a városba érkezik, Clarissa pedig meginvitálja őt hozzájuk. |     |                   |             |                   |                      |
| 49. | 10. | The Zone          |             | Neena Beber       | 1993. szeptember 10. |
| Clarissát választják ki a feladatra, hogy adjon elő egy furulyaszólót az iskolai előadáson. |     |                   |             |                   |                      |
| 50. | 11. | Don't I Know You? |             |                   | 1993. szeptember 11. |
| Clarisa egy régi naplóhoz fordul, hogy szerencsével járjon az iskolai tehetségkutatón Cindy Sparkle-lel szemben. |     |                   |             |                   |                      |
| 51. | 12. | Babysitting       | Liz Plonka  | Douglas Petrie    | 1993. szeptember 25. |
| Miután Soapersteinék az évfordulójukat ünneplik, Clarissának kell vigyázni legkisebb lányukra, az idegesítő Elsie-re. |     |                   |             |                   |                      |
| 52. | 13. | Educating Janet   | Liz Plonka  | Mollie Fermaglich | 1993. október 26.    |
| Janet elkezd oktatni Clarissa és Ferguson iskolájában, ami rendkívül idegesíti őket. |     |                   |             |                   |                      |

### Ötödik évad (1993-1994)
| Sor. | Év. | Cím                      | Rendező    | Író               | Premier            |
| --- | --- | ------------------------ | ---------- | ----------------- | ------------------ |
| 53. | 1.  | The Cycle                |            | Alan Goodman      | 1993. október 23.  |
| Clarissa vigyáz Olivia testvérének a motorbiciklijére a garázsban, és azt tervezi, hogy megveszi tőle.                                                   |     |                          |            |                   |                    |
| 54. | 2.  | A New Mom                |            | Neena Beber       | 1993. november 13. |
| Clarissa a történelemórán azt a feladatot kapja, hogy válasszon valami régit és viselteset és újítsa meg. Ő meglepő módon Janetet választja.             |     |                          |            |                   |                    |
| 55. | 3.  | Editor in Chief          | Liz Plonka | Neena Beber       | 1993. november 13. |
| Clarissa főszerkesztő lesz az iskolai újságnál és meg kell tanulnia, mi az a felelősségtudat.                                                            |     |                          |            |                   |                    |
| 56. | 4.  | Piper Comes to Visit     | Liz Plonka | Mollie Fermaglich | 1993. december 4.  |
| Janet iskolai barátnőjének a lánya, a barátságtalan Piper látogatóba érkezik a családhoz.                                                                |     |                          |            |                   |                    |
| 57. | 5.  | Alter Ego                | Liz Plonka | Suzanne Collins   | 1993. december 18. |
| Clarissa elmegy egy buliba, ahol egy vagány alteregójának, Jade-nek adja ki magát. Amikor megtetszik egy fiúnak, nem tudja, végül melyiküket is szereti. |     |                          |            |                   |                    |
| 58. | 6.  | Sam's Dad                | Liz Plonka | Douglas Petrie    | 1994. január 8.    |
| Clarissa és Sam szakmai gyakorlatra mennek az iskolájukban.                                                                                              |     |                          |            |                   |                    |
| 59. | 7.  | The Firm                 |            |                   | 1994. január 15.   |
| Marshall csatlakozik egy építészkollektívához, amit ő nagyszerű lehetőségnek talál - a családja azonban nincs így ezzel.                                 |     |                          |            |                   |                    |
| 60. | 8.  | Janet and Clarissa, Inc. | Liz Plonka | Suzanne Collins   | 1994. február 10.  |
| Clarissa és Janet közös erővel próbálnak Bouncy Balls energiaszeleteket eladni.                                                                          |     |                          |            |                   |                    |
| 61. | 9.  | Dear Clarissa            | Liz Plonka | Peter Mattei      | 1994. március 12.  |
| Clarissa tanácsokat kezd el osztogatni az iskolaújságban, ám rájön, hogy ez nem is olyan egyszerű dolog.                                                 |     |                          |            |                   |                    |
| 62. | 10. | Ferguson Explains It All | Liz Plonka | Mitchell Kriegman | 1994. április 23.  |
| Ferguson ki akarja próbálni a családon legújabb kütyüjét, az elmekontrolláló szemüveget, de Clarissa visszavág.                                          |     |                          |            |                   |                    |
| 63. | 11. | UFO                      | Liz Plonka | Neena Beber       | 1994. július 16.   |
| Clarissa interjút készít egy nővel, aki látott egy UFO-t, és ő maga is megtapasztalja, hogy a tudomány néha bizarr is tud lenni.                         |     |                          |            |                   |                    |
| 64. | 12. | Clarissa Gets Arrested   | Liz Plonka | Douglas Petrie    | 1994. július 23.   |
| Clarissa és Sam tüntetnek az állatkísérletek ellen, de letartóztatják őket.                                                                              |     |                          |            |                   |                    |
| 65. | 13. | The Last Episode         | Liz Plonka | Mitchell Kriegman | 1994. október 1.   |
| Clarissa megírja utolsó újságcikkét az iskolai lapba, amit a jövőnek címez. A cikk témája: hol lesz mindenki 20 év múlva?                                |     |                          |            |                   |                    |

## Készítése
Ez volt a Nickelodeon második szituációs komédiája a premierje előtt nem sokkal véget ért "Hey Dude" után. Abban az évben a csatornán hat másik új programmal együtt debütált, és a három másik sorozatot, a nálunk be nem mutatott "Welcome Freshmen", "Salute Your Shorts" és "Fifteen" címűeket is túlélt. Forgatását 1993 decemberében fejezték be.
Főcímdalát Rachel Sweet énekli, ami gyakorlatilag egy dallam, és a "na" szótagocska ismétlése, valamint három betoldás: a "way cool", az "all right", és a "just do it!"
1995-ben felmerült, hogy a  sorozat folytatódhat a CBS-en. Egy pilot epizód el is készült, de végül nem rendelték be. Ebben a sorozatban Clarissa nehézségeit követhettük volna nyomon, ahogy egy new york-i újságnál dolgozik.
2018 márciusában felmerült a sorozat folytatása, melyben Clasissa már mint felnőtt nő és anya jelenne meg. A hírt egyelőre nem erősítették meg.